# Liggende klaver
Liggende klaver (Trifolium campestre) is een eenjarige plant uit de vlinderbloemenfamilie (Leguminosae), die van nature voorkomt in Europa tot in West-Azië en Noord-Afrika en vandaaruit verspreidt is naar Noord-Amerika. Liggende klaver lijkt veel op de kleine klaver, maar kleine klaver heeft meestal niet meer dan twintig bloempjes per bloemtros. Ook is de vlag van de bloem van kleine klaver smaller en niet of weinig geplooid in vergelijking met die van liggende klaver.
Het is een 5-30 cm hoge plant met liggende tot opstijgende stengels. Het blad bestaat uit drie deelblaadjes. De deelblaadjes zijn omgekeerd-eirond en het middelste blaadje is langer dan de andere twee. De bladsteel is 6-20 cm lang. De steunblaadjes zijn eirond en hebben een brede voet. Ze zijn meestal korter dan de bladsteel.
De bloeitijd is van mei tot in september. De 20-40-bloemige, 7-12 mm grote bloeiwijze is een hoofdjesachtige tros met vijftien tot twintig, citroen- tot goudgele, 4-5 mm grote bloempjes. De brede, gebogen vlag van de bloem is duidelijk in de lengterichting geplooid. De stijl is duidelijk korter dan de vrucht.
De vrucht is een eenzadige, 1-2 mm lange en 0,5-1 mm brede peul, die door epizoöchorie verspreid wordt.

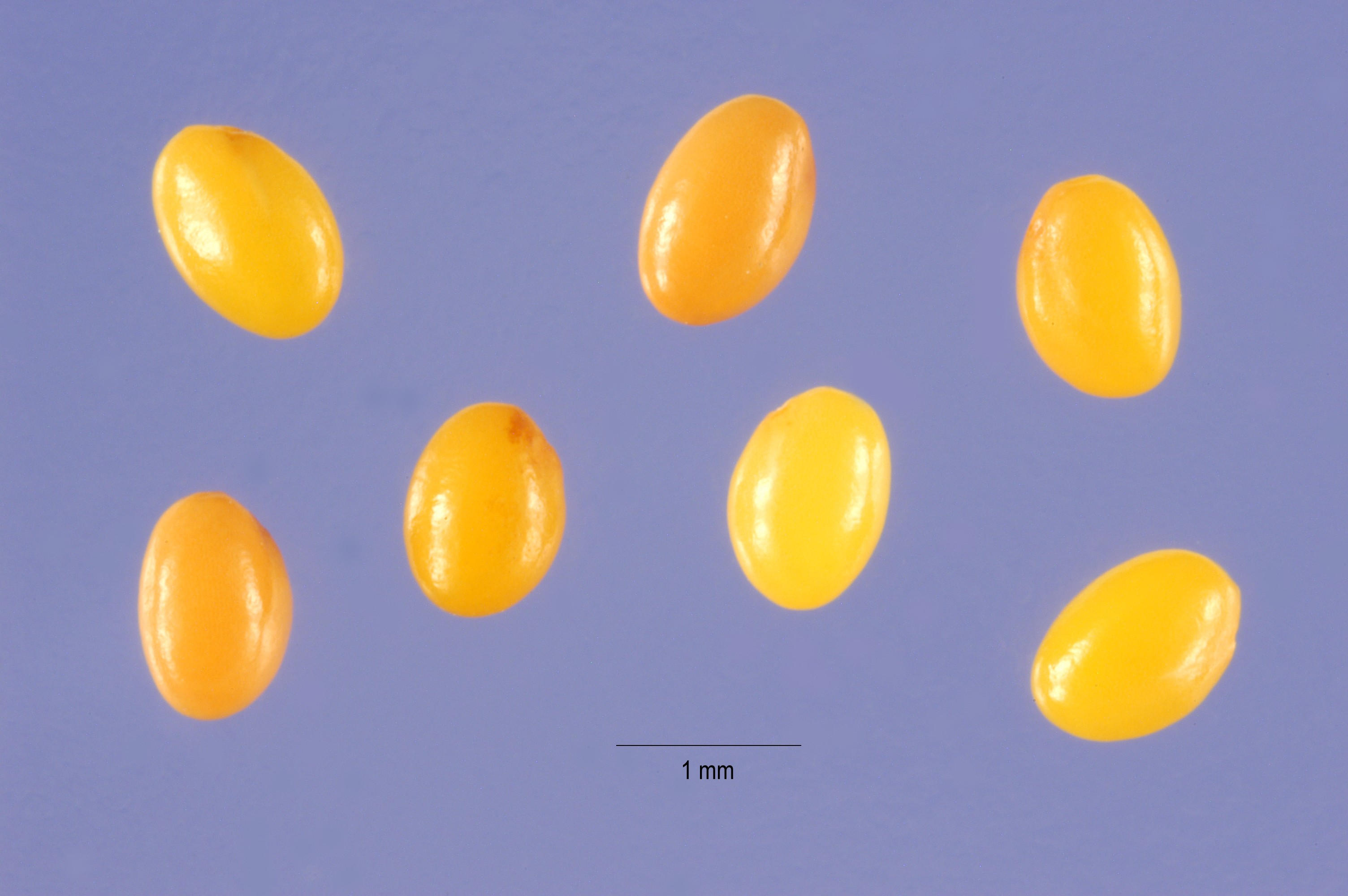
Zaden

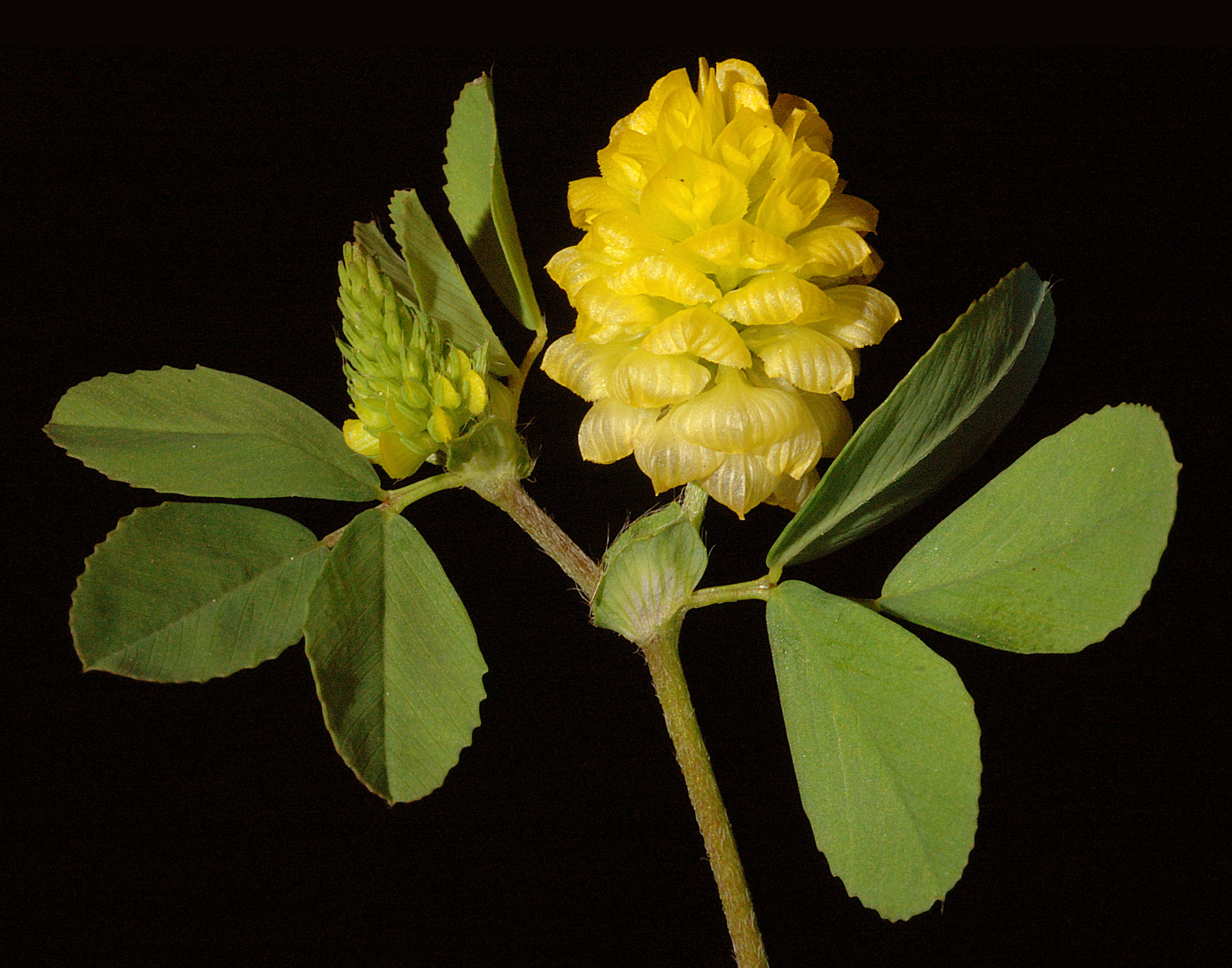
Trifolium campestre

Liggende klaver komt voor op droge, meestal kalkhoudende, zandige grond.

## Plantengemeenschap
Liggende klaver is een kensoort voor Trifolio-Festucetalia ovinae, een orde van plantengemeenschappen van soortenrijke, droge graslanden op voedselarme zandige bodems.

## Namen in andere talen
- Duits: Feld-Klee
- Engels: Hop Trefoil, Low Hop Clover
- Frans: Trèfle couché, trèfle champêtre